# آرامگاه ویس نازار
آرامگاه ویس یا آرامگاه ویس نازار زیارتگاهی در بالای بیشه‌کوه در روانسر است. قدمت این بنا به دوره سلجوقیان بازمی‌گردد. این بنا به شمارهٔ ۱۰۵۴ و در تاریخ ۲۵ اردیبهشت ۱۳۵۴ در فهرست آثار ملی ایران به ثبت رسیده‌است.

## موقعیت
آرامگاه ویس نازار بر ارتفاعات کوهی به نام بیشه‌کوه در ۳۵ کیلومتری روانسر قرار گرفته‌است. این آرامگاه از جادهٔ کرمانشاه به روانسر قابل دسترسی است.

## قدمت
قدمت بنای آرامگاه ویس به درستی مشخص نشده‌است. اما از روی سبک معماری بنا به دوران سلجوقیان منسوب شده‌است. با این حال آرامگاه ویس نازار در قبرستانی قرار دارد که قدمتی بیشتر از دوران سلجوقی دارد و به نظر می‌رسد این محل از دورانی کهن‌تر محل دفن بوده‌است.

## هویت مقبره
آرامگاه ویس نازار به اویس قرنی از تابعین محمد پیامبر اسلام منسوب شده‌است. اویس قرنی از قبیلهٔ قَرَن در یمن بود و علی‌رغم اعتقاد قلبی و پیروی از محمد، هرگز نتوانست با او دیدار کند. به همین دلیل شخصیت او در عقاید درویشان، اهل باطن و عرفا به استعاره‌ای از اعتقاد باطنی و عرفانی تبدیل شده‌است و جایگاهی مهم در ادبیات عرفانی پیدا کرده و روایت‌های مربوط به او با خیال و افسانه و عرفان درهم آمیخته‌است. بنابر نقلی از عطار نیشابوری اویسیان جماعتی از اهل عرفان هستند که بدون نیاز به پیر به صورت باطنی به سلوک می‌پردازند و مراحل کمال را به عشق پیر غیبی طی می‌کنند.
با این حال در صحت انتسار این آرامگاه به شخص اویس قرنی تردید وجود دارد. دربارهٔ وفات یا شهادت او روایت‌های متعدد و متناقضی وجود دارد و مکان کشته‌شدن او از کردستان تا سیستان و از قزوین تا آذربایجان ذکر شده‌است. علاوه بر این دست‌کم دو زیارتگاه دیگر نیز در خاورمیانه به او منسوب است. نخست مقبره سلطان ویس در ارتفاعات شمالی شهر قزوین در روستای الولک که بنایی متعلق به دوران سلجوقی است؛ و دوم آرامگاهی در شهر رقه در سوریه که عمار یاسر نیز در آنجا مدفون است.
زیارتگاه دیگری نیز به نام «خاتون مریم» در منطقۀ‌ روانسر وجود دارد که به باور مردم منطقه، خواهر ویس نازار است.

## ویژگی‌های بنا
ساختمان آرامگاه با پلان مربع شکل، دارای گنبدی مخروطی است که با خشت و گل و آجر ساخته شده‌است. این بنا در سالیان اخیر به‌طور اساسی مرمت شده‌است. بر روی قبر یک سنگ قبر قدیمی قرار دارد که بخشی از آن ترک برداشته و به جهت ساییدگی قابل خواندن نیست. در چند دههٔ اخیر به دلیل افزایش حجم زائران و بازدیدکنندگان از آرامگاه، تأسیسات زیادی مانند پارکینگ،مسجد، دفتر خدام، غرفه‌های تجاری و … در اطراف آرامگاه احداث شده‌است.

## در فرهنگ و فولکلور
آرامگاه ویس نازار برای مردم منطقهٔ کرمانشاه، به ویژه اهل طریقت و اهل تسنن اهمیت بالایی دارد. تقریباً همهٔ پیروان شیعه، سنی و یارسان در کرمانشاه برای این زیارتگاه احترام بالایی قائل هستند. علاوه بر این به‌دلیل تقدس این زیارتگاه، اشعار فولکلور زیادی به زبان کردی دربارهٔ آن سروده شده‌است.
| به‌و بچیم نه وه‌یس په‌ی ته‌وبه‌کاری |  | ته‌وبه‌ێ کوڵ بکه‌یم غه‌یر ژه دڵداری |
| به‌و بچیم نه وه‌یس پیر و په‌یمانه |  | له وه‌یس بپرسیم گوناێ کیمانه     |

## طرح توسعۀ گردشگری
آرامگاه ویس نازار از نیمۀ دهۀ ۱۳۸۰ جزو مناطق نمونۀ گردشگری استان کرمانشاه قرار داده شده‌است. در این منطقه یک سایت تفریحی-ورزشی پاراگلایدر راه‌اندازی شده‌است. با این وجود در آذر ۱۴۰۱ مدیرکل میراث فرهنگی استان کرمانشاه اعلام کرد که این طرح با مشکل تأمین آب مواجه شده و انتقال آب از دشت‌های پایین‌دست به ارتفاعات به بودجۀ کلانی نیاز دارد که تأمین نشده و به همین دلیل جذب سرمایه‌‌گذار و اجرای پروژه‌ها راکد مانده‌است. همچنین در اردیبهشت ۱۴۰۲ رئیس انجمن ورزش‌های هوایی استان کرمانشاه اعلام کرد که این سایت به هیچ امکانات رفاهی مجهز نیست و علاوه بر آن به دلیل احداث تعدادی باغ و کابل کشی‌های هوایی برق در محوطۀ ویس نازار، آموزش پاراگلایدر به علاقمندان این رشته با خطراتی همراه شده‌است.